# Античное собрание (Берлин)
Берлинское античное собрание — всемирно известное собрание античного искусства. В нём хранятся тысячи интереснейших археологических находок древнегреческого, древнеримского, этрусского и кипрского происхождения. Наиболее известными экспонатами берлинского Античного собрания является Пергамский алтарь, а также объекты древнегреческой и древнеримской архитектуры из Милета, Приены, Магнесии на Меандре, Баальбека и Фалерий. В Античном собрании хранится также большое количество древних скульптур, ваз, терракоты, изделий из бронзы, саркофаги, геммы и изделия из благородных металлов.

## История собрания

### Основы собрания
Основы собрания заложил ещё бранденбургский курфюрст Фридрих Вильгельм I, приобретя в 1671 году собрание Геррита Рейнста. В 1698 году в собрание курфюрста влилось новое приобретение — коллекция знаменитого итальянского антиквара,  историографа и  теоретика искусства Джованни Пьетро Беллори. После некоторого перерыва, во время которого Фридриху Вильгельму I удалось выменять у Августа Сильного за два полка драгун 36 ценнейших статуй, в 1742 году последовало приобретение уже Фридрихом II коллекции кардинала Мельхиора де Полиньяка, в которую в частности входила известнейшая скульптура «Девочки, играющей в кости». В 1747 году Фридрих II приобрёл уже тогда пользовавшуюся известностью бронзовую статую так называемого «Молящегося мальчика», которая до 1786 года украшала террасу дворца Сан-Суси. В 1758 году фонды античной коллекции в очередной раз обогатились полученной в наследство коллекцией, принадлежавшей маркграфине Вильгельмине Прусской. В неё входила, в том числе, известная мозаика «Пол из Пренесте» с изображением долины Нила. В 1764 году в Античное собрание влилась коллекция гемм Филиппа фон Штоша. Большая часть произведений античного искусства размещалась в королевских дворцах и построенном в 1769 году Античном храме в потсдамском парке Сан-Суси, доступном для осмотра публикой по предварительной договорённости. Лишь в 1797 году родилась идея создать в Берлине публичный музей и представить в нём наиболее значимые экземпляры из королевского собрания. Выбор экспонатов был возложен на комиссию под руководством Вильгельма Гумбольдта. Параллельно, с расчётом на возводимый музей, в 1827 году были приобретены коллекции изделий из бронзы и керамики генерального консула Бартольди, а в 1828 году — коллекция генерала барона Франца фон Коллера из 1348 античных ваз.

### Собрание до 1939 года
Берлинское античное собрание впервые обрело собственный кров в созданном Карлом Фридрихом Шинкелем Старом музее у Люстгартена напротив берлинского Городского дворца. Изначально в экспозицию музея входила преимущественно античная греческая и римская скульптура. В течение XIX в. приобретались новые экспонаты, в частности в 1831 году — коллекция Доров-Магнус в 442 вазы. Благодаря посреднической деятельности археолога Эдуарда Герхарда собрание ваз значительно увеличилось в последующие годы и превратилось в одно из самых выдающихся собраний в мире.
Центральное место в Старом музее занимала ротонда, в которой комиссия под руководством Вильгельма Гумбольдта разместила первую экспозицию выбранных статуй. Ротонда считается одним из наиболее успешных примеров музейной архитектуры. Из неё можно попасть в два зала с экспозицией статуй античных богов и героев. К ним примыкают два зала со статуями римских императоров, портретами, саркофагами, погребальными сосудами для пепла и рельефами. Искусство малых форм сначала размещалось в так называемом Антиквариуме в цокольном этаже музея.
Первый путеводитель по экспозиции написал скульптор Людвиг Тик. Первым археологом музея с 1833 по 1855 годы был  Эдуард Герхард. Ещё в этот период — не в последнюю очередь благодаря Герхарду — во главу угла было поставлено не только оформление произведений искусства, но и научные исследование и подготовку кадров, что для музеев того времени было новым. В музее был заложен систематический каталог изображений античных шедевров из Италии и Греции. Быстро разросшаяся до 2500 листов коллекция и в наши дни является важным источником для исследователей. На своей должности Герхард не ограничивался лишь приобретением произведений искусства, но и пытался обеспечить широту и разнообразие представленных в экспозиции видов искусства.
Для того, чтобы представить полную картину истории древнего искусства, Герхард, несмотря на сопротивление, добивался, чтобы вместо дорогих оригиналов приобретались более дешёвые гипсовые копии. В 1842 году в состав музея вошла коллекция гипсовых слепков, которую собирала Берлинская академия художеств. В последующие десятилетия коллекция заняла достойное место одной из самых крупных в своём роде. В период с 1843 по 1855 годы севернее ставшего не по размеру для растущей коллекции здания под руководством Фридрих Августа Штюлера было возведено новое музейное здание — Нового музея.
В здании, построенном Штюлером начала воплощаться идея построения археологической экспозиции музея в хронологическом порядке. На нижнем этаже музея был сформирована египетская коллекция, ранее недоступная для публики. На верхнем этаже в соответствии с концепцией Штюлера расположилась коллекция слепков. Декор и фрески музейных залов были подобраны в соответствии с темой экспозиции и эпохой. Однако такое оформление экспозиции просуществовало недолго, в 1879 году в Новый музей поступила коллекция керамики из Антиквариума.
В 1883 году было принято решение о выделении послеантичных скульптур в отдельную коллекцию и размещении их в уже спроектированном к тому времени будущем Музее кайзера Фридриха. В настоящее время эти произведения скульптуры входят в коллекцию скульптуры Музея византийского искусства. В 1884 году в связи с приобретением коллекции П. А. Сабурова вновь с особой остротой встала проблема нехватки музейных площадей.
Для пополнения коллекции музей с 1875 году вёл собственные археологические работы в средиземноморском регионе. Первым местом раскопок стали руины Олимпии. В 1878 году  Эрнст Курциус,  Фридрих Адлер и Карл Хуман начали раскопки в Пергаме, благодаря которым коллекция обогатилась своей настоящей жемчужиной — Пергамским алтарём. Далее последовали раскопки в Приене, Магнесии на Меандре, Милете и Баальбеке. Для размещения собранных археологических находок потребовалось дополнительное музейное здание. В 1897—1988 годы архитектором Фрицем Вольффом было построено первое здание Пергамского музея. Его открытие состоялось в 1901 году В его световом дворе был установлен Пергамский алтарь и другие архитектурные раритеты. Однако из-за возникших проблем с фундаментом здания нового музея оно вскоре было закрыто для посещений и снесено. В 1907 году Вильгельм фон Боде создал проект нового здания Пергамского музея. Возведение здания было начато в 1912 году, однако было заморожено в связи с Первой мировой войной и кризисом, последовавшим за ней. Лишь к столетнему юбилею Античного собрания в 1930 году новое здание музея, построенное по проекту Альфреда Месселя и под руководством Людвига Хофмана, было передано общественности. Название «Пергамский музей» здание получило лишь в 1958 году. Три его центральных зала предназначались для экспозиции античного искусства.
Левое крыло занял Немецкий музей, что несколько разгрузило Музей кайзера Фридриха. Правое крыло предназначалось для коллекции переднеазиатского искусства и Музея исламского искусства. В трёх центральных залах благодаря их размерам античная архитектура предстала во всём своём великолепии. Залы также выиграли от передового для своего времени решения освещения за счёт верхнего естественного света. Благодаря коридорам, соединившим между собой все три музея, разместившихся в здании, посетителям в последующие девять лет предоставлялась возможность совершить путешествие во времени и ознакомиться с культурой Древнего Египта, Древнего Востока и Античного мира.
В начале XX в. Античное собрание пополнялось не только благодаря собственным раскопкам. Так, в 1912 году Фридрих Л. фон Ганс передал в дар Античному собранию свою коллекцию малого искусства. В 1913 году было приобретено собрание стекла М. фон Рата, в 1916 году — «Богиня на троне», в 1925 году — «Кора с гранатом», а в 1929 году — погребальные портреты из Файюма. В 1939 году музеи закрылись для посещения в связи с начавшейся войной.

### Вторая мировая война
В 1941 году начались работы по защите экспонатов, их укрывали мешками с песком. Большая часть движимых объектов, находившихся на музейном учёте, была спрятана в зенитных башнях в берлинском зоопарке и парке Фридрихсхайн, а также в сейфах берлинского монетного двора. С учётом ожидавшихся боевых действий в зенитных башнях старались художественные ценности не размещать. С 10 марта 1945 года было принято решение о вывозе фондов музея из Берлина в рудники. До полной остановки этих опасных работ в начале апреля было отправлено приблизительно десять транспортов с музейными экспонатами. Таким образом в рудниках тюрингских Граслебена и Кайзерроды оказалась большая часть коллекции малого искусства и запасников Античного собрания. В ходе войны Старый и Новый музеи были разрушены, а здание будущего Пергамского музея и его экспозиции были серьёзно повреждены. Несмотря на все опасения, художественные ценности в зенитных башнях в ходе боевых действий практически не пострадали. Однако события, последовавшие по окончании войны, оказались для коллекций гораздо драматичнее боевых действий. Приставленная к художественным ценностям охрана оставила свои посты, и хранилища подверглись разграблению как немецкими, так и русскими мародёрами. Большая часть находившихся в зенитной башне во Фридрихсхайне античных ценностей была уничтожена двумя пожарами в мае 1945 года. Всё остальное было конфисковано советскими войсками и в качестве «трофейного искусства» вывезено в Советский Союз — в Москву и Ленинград. На родину художественные ценности вернулись не полностью. Количество удерживаемых художественных ценностей, принадлежащих берлинскому Античному собранию, неизвестно до настоящего времени. 25 античных ваз, принадлежность которых берлинским музеям установлена, были представлены в 2005 году на выставке «Археология войны» в Пушкинском музее. Ещё несколько ваз были найдены в московском Историческом музее. Несколько ваз, которые с 1903 года были переданы на хранение в Провинциальный музей Познани, и несколько скульптурных бюстов, которые с 1908 года находились в познанском замке, были внесены в фонд Народного музея Познани и до сих пор не вернулись в Берлин.
Размер потерь Античного собрания во Вторую мировую войну стало возможным оценить и задокументировать лишь после объединения коллекции. Первый каталог утраченных экспонатов был издан в 2005 году. В нём в частности указаны пять крупных бронзовых скульптур (среди них — «Виктория из Кальватоне», найденная в 2000-х годах в Эрмитаже), около 300 скульптур из мрамора и камня, свыше 40 рельефов, более 30 сосудов из камня, свыше 1500 ваз и их фрагментов (в частности работы вазописца Амасиса, Берлинского вазописца, вазописца Брига, Эдинбургского вазописца, Эксекия, Вазописца Гераса и Вазописца Пана), около 200 предметов из слоновой кости и кости, около сотни экземпляров золотых украшений и свыше 150 гемм.

### Разделённая коллекция

#### Античное собрание наМузейном острове
В 1958 году СССР вернул большую часть полученных в качестве трофея художественных коллекций ГДР. Поскольку Старый и Новый музеи находились в руинах, на Музейном острове ощущался острейший дефицит выставочных площадей. В трёх центральных залах Пергамского музея вновь появилась архитектурная экспозиция. В центральном зале опять разместился Пергамский алтарь. Правый зал был отдан под экспозицию древнеримской архитектуры, в правом крыле, как и до 1939 года, на нижнем этаже разместился Переднеазиатский музей, а на верхнем этаже — Музей исламского искусства. Левый центральный зал заняла экспозиция древнегреческой архитектуры. Античные скульптуры из Старого музея оказались в прилегающем левом крыле. Здесь же разместилась небольшая постоянная экспозиция античных монет из берлинского Нумизматического кабинета. На верхнем этаже расположилась коллекция древнеримских скульптурных портретов, этрусское искусство и избранные предметы античного искусства малых форм. Кипрскому искусству места не нашлось, и до восстановления здания Старого музея на Музейном острове коллекция находилась в запасниках.
В 1982 году был отстроен новый вход в Пергамский музей, ведущий прямо в центральный зал к Пергамскому алтарю. В 1983—1984 годах была обновлена экспозиция античной скульптуры. Экспонаты были расставлены в хронологическом порядке: архаический период в древнегреческом искусстве, оригиналы классического периода, копии древнеримских оригиналов классического периода, эллинистические скульптуры и, в завершение, зал римского искусства.
Деятельность музеев на Музейном острове, изолированных от международных художественных рынков, ограничивалась сохранением и экспонированием имеющихся фондов. Лишь в редких случаях коллекция пополнялась действительно новыми экспонатами, например, благодаря приобретению из частного собрания древнегреческого мраморного рельефа с изображением двух всадников и семи ценнейших ваз.

#### Античное собрание в Шарлоттенбурге
В том же 1958 году в Берлин вернулась и вывезенная в Тюрингию в последние дни войны часть коллекции Античного собрания. Американские власти перевезли их из Тюрингии в Западную Германию, в Целле и передали их в Западный Берлин; естественно, что речи о возврате экспонатов на Музейный остров быть не могло. Коллекция экспонировалась в нескольких зданиях. В 1961 году античные экспонаты были переданы в управление Фонда прусского культурного наследия.
С 1960 года коллекция Античного собрания в Западном Берлине демонстрировалась в западном корпусе построенных по проекту Штюлера Казарм напротив дворца Шарлоттенбург. Ядро экспозиции составляли в первую очередь предметы искусства малых форм (среди них известная бронзовая скульптура «Пастуха с бараном из Крита»), основная часть бывшего собрания керамики, коллекция античных украшений из золота и серебра (в том числе гильдесгеймский клад), частично коллекция стекла, основная часть фаюмских портретов, к которым было отнесено одно из немногих сохранившихся тондо Септимия Севера, а также собрание античных шлемов Липперхайде.
В 1976 году Античное собрание получило дополнительные площади за счёт отстроенной в цокольном этаже штюлеровского здания сокровищницы. В 1987 году в цокольном этаже создан отдел ваз из нижней Италии, и обустройство Античного собрания считалось в целом завершённым.
В отличие от коллекции в Восточном Берлине, Античное собрание в Шарлоттенбурге имело доступ к международному рынку искусств, и уже в 1958 году была осуществлена первая послевоенная сделка по приобретению «Мужского торса». До объединения фондов двух античных коллекций на Музейном острове античное собрание в Западном Берлине за счёт приобретений и пожертвований обогатилось на более чем 600 произведений искусства. Среди них — огромное количество античных ваз, мраморных бюстов, саркофагов. Помимо отдельных экспонатов, в музей поступали и целые коллекции.